# 斯泰西 (加利福尼亞州)
斯泰西（英語：Stacy）是位於美國加利福尼亞州拉森縣的一個非建制地區。該地的面積和人口皆未知。

## 地理
斯泰西的座標為40°13′48″N 120°01′17″W / 40.23000°N 120.02139°W，而該地的平均海拔高度為1224米（即4016英尺）。